# Ashley Tappin
Ashley Tappin (* 18. Dezember 1974 in Marietta, Georgia) ist eine ehemalige US-amerikanische Schwimmerin und dreifache Olympiasiegerin.
Im Alter von 13 Jahren war sie 1988 die bisher jüngste Schwimmerin, die an US-Vorausscheidungen teilnahm. Sie erreichte schließlich Platz 50. Bei der Weltmeisterschaft 1990 konnte sie eine Goldmedaille gewinnen und bei den Panamerikanischen Spielen 1991 sogar deren drei.
1992 bei den Olympischen Sommerspielen in Barcelona ist sie für die US-Schwimmstaffel im Vorlauf über 4 × 100 m Freistil geschwommen und gewann schließlich mit ihr die Goldmedaille.
In der Saison 1996/97 gab sie nach einer Verletzung ihren Rücktritt bekannt. Sie kehrte jedoch bald wieder zurück. Während ihrer Auszeit begann sie eine erfolgreiche Modelkarriere. Ihr wurde eine Rolle in Baywatch angeboten, die sie jedoch ablehnte.
Bei den Olympischen Sommerspielen 2000 in Sydney schwamm sie wiederum zwei Vorläufe mit der US-Schwimmstaffel und erreichte zwei weitere Olympiasiege über 4 × 100 m Freistil und 4 × 100 m Lagen.
Heute ist Tappin Schwimm- und Tauchtrainerin an der University of New Orleans.